# مقاطعة كوكونينو (أريزونا)
مقاطعة كوكونينو (بالإنجليزية: Coconino County)‏ هي إحدى مقاطعات ولاية أريزونا في الولايات المتحدة الأمريكية.